# كنانة (ملحان)

تعديل مصدري - تعديل

كنانة هي إحدى قرى عزلة الشجاف بمديرية ملحان التابعة لمحافظة المحويت، بلغ تعداد سكانها 1338 نسمة حسب تعداد اليمن لعام 2004.